# Desiderata, soția lui Carol cel Mare
Desiderata sau Gerperga, a fost una dintre cele patru fiice ale ultimului rege al longobarzilor din Italia, Desiderius, și a soției sale, regina Ansa. Ea a fost pentru scurtă vreme soția regelui Carol cel Mare al francilor.
În anul 770 a avut loc căsătoria Desideratei cu Carol cel Mare. Aceasta a fost anulată în 771, fapt care a ofensat pe regele Desiderius și care a contribuit la războiul dintre franci și longobarzi, încheiat cu cucerirea Paviei de către Carol și distrugerea Regatului longobard în 774. Desiderata nu a avut copii, iar soarta sa ulterioară nu este cunoscută, cu excepția presupunerii că ea ar fi fost acea fiică a lui Desiderius și a Ansei care și-a însoțit părinții în captivitatea din Francia.
Cu toate că este numită la unison ca Desiderata, există teoria potrivit căreia acest nume derivă de fapt dintr-o eroare editorială dintr-o copie din secolul al XIX-lea strecurată în colecția Monumenta Germaniae Historica, unde se utilizează majuscula pentru D din expresia latinească desideratam filiam (fiica dorită).
Istoricul Janet Nelson, în lucrarea sa After Rome's Fall din 1998 propune ipoteza că, de fapt, această fiică a lui Desiderius s-ar fi numit de fapt Gerperga sau Gerberga. Motivul rezidă în confuzia pe care mulți contemporani au făcut-o între „Desiderata” și Gerberga, soția francă a fratelui lui Carol cel Mare, Carloman, co-guvernator al francilor între 768 și 771. Chiar și papa Ștefan al III-lea le confundă pe cele două, iar cronicarii par să considere că Gerberga a fugit, atunci când soțul ei a murit, la curtea tatălui ei (ea s-a refugiat la regele longobarzilor, Desiderius, care în mod cert nu era tatăl ei). Ceea ce se știe cu certitudine este că Desiderius și Ansa au avut alte trei fiice numite Anselperga, Adelperga și Liutperga. Lucrul comun în numele celor trei este terminația „-perga” (sau „-berga”).